# Zamek w Dzierzgoniu
Zamek w Dzierzgoniu – ruiny zamku krzyżackiego  w Dzierzgoniu z XIII wieku.

## Historia
Zamek w Dzierzgoniu zaczęto budować w 1248 roku na miejscu pruskiego grodu. W 1249 podpisano tu ugodę dzierzgońską. Po zniszczeniach w końcu XIII wieku nastąpiła rozbudowa warowni. Zamek był wzniesiony z cegły na szczycie wzniesienia, górującego od północy nad miastem. Nie zachowały się żadne dokumenty na temat rozplanowania tego potężnego niegdyś obiektu. Od 1309 roku w warowni urzędował wielki szatny Zakonu. W 1414 roku zamek spłonął po zdobyciu go przez wojska polskie, a w 1456 został prawie całkowicie rozebrany. W XVII wieku cegły z ruiny posłużyły do budowy kościoła reformatów.
W XIX wieku na miejscu ruin powstał park, a w latach 30. XX wieku zbudowano na szczycie wzniesienia wieżę ciśnień. W lecie[którego roku?] na wzgórzu prowadzono wykopaliska archeologiczne, które odsłoniły fundamenty budowli i dawną drogę. U podnóża wzniesienia przy samej ulicy zachowały się fragmenty kamiennego muru oporowego.